# Sesiídeos
Sesiídeos (Sesiidae) é uma família de insectos da ordem Lepidoptera.
Uma das características desta espécie de mariposas é o mimetismo, procurando parecer outros animais, como o abelhão ou o beija-flor, evitando assim escapar da predação. São hábeis voadoras durante o dia, ao contrário das demais mariposas.
Algumas de suas espécies são importantes pragas de vegetais. Suas larvas são tipicamente brocas da madeira ou de raízes, algumas atacam outras partes dos vegetais, como a Melittia spp., que ataca a abóbora (Edwards et al., 1999).
Podem ser confundidas, algumas espécies, com a família Sphingidae, mas estas são mariposas diurnas que imitam a forma do abelhão, mas falta nelas as listas características.

## Divisões
Possui três subfamílias, com respectivas subdivisões:
- Incertae Sedis - gêneros:
  - Alonina - Anaudia - Augangela - Austrosetia - Ceritrypetes - Conopyga - Crinipus - Echidgnathia - Episannina - Erismatica - Grypopalpia - Gymnosophistis - Hovaesia - Hymenosphecia - Hypanthedon - Idiopogon - Isocylindra - Lenyrhova - Lepidopoda - Leuthneria - Megalosphecia - Melisophista - Metasphecia - Monopetalotaxis - Pedalonina - Proaegeria - Pseudomelittia - Thyranthrene - Tradescanticola - Uranothyris - Vespanthedon - Xenoses - Zhuosesia
- Sesiinae - tribos:
  - Cissuvorini - gêneros:
    - Chimaerosphecia - Cissuvora - Dasysphecia - Glossosphecia - Toleria

  - Melittiini - gêneros:
    - Afromelittia - Agriomelissa - Cephalomelittia - Desmopoda - Macroscelesia - Melittia

  - Osminiini - gêneros:
    - Aenigmina - Akaisphecia - Aschistophleps - Calasesia - Callithia - Chamanthedon - Heterosphecia - Homogyna - Melanosphecia - Microsynanthedon - Osminia - Pyranthrene - Pyrophleps

  - Paranthrenini - gêneros:
    - Adixoa - Albuna - Euhagena - Nokona - Paranthrene - Phlogothauma - Pramila - Pseudosesia - Rubukona - Sinkara - Skoliokona - Sura - Taikona - Tirista - Vitacea

  - Sesiini- gêneros:
    - Aegerosphecia - Afrokona - Callisphecia - Clavigera - Cyanosesia - Eusphecia - Lamellisphecia - Lenyra - Madasphecia - Scasiba - Sesia - Sphecosesia - Teinotarsina - Trilochana

  - Synanthedonini - gêneros:
    - Aegerina - Alcathoe - Anthedonella - Bembecia - Camaegeria - Carmenta - Chamaesphecia - Dipchasphecia - Euryphrissa - Hymenoclea - Ichneumenoptera - Kantipuria - Kemneriella - Leptaegeria - Lophoceps - Macrotarsipus - Malgassesia - Mimocrypta - Nyctaegeria - Palmia - Paranthrenella - Penstemonia - Podosesia - Pseudalcathoe - Pyropteron - Ravitria - Rodolphia - Sannina - Schimia - Stenosphecia - Synanthedon - Tipulamima - Uncothedon - Weismanniola
- Tinthiinae - tribos:
  - Paraglosseciini - gêneros:
    - Cyanophlebia - Diapyra - Isothamnis - Lophocnema - Micrecia - Oligophlebia

  - Pennisetiini - gêneros:
    - Corematosetia - Pennisetia

  - Similipepsini - gêneros:
    - Gasterostena - Milisipepsis - Similipepsis

  - Tinthiini - gêneros:
    - Bidentotinthia - Caudicornia - Ceratocorema - Conopsia - Entrichella - Microsphecia - Negotinthia - Paradoxecia - Paranthrenopsis - Rectala - Sophona - Tarsotinthia - Tinthia - Trichocerota - Tyrictata - Zenodoxus